# بوغيبوب فانتوم
بوغيبوب لا تضحك: بوغيبوب فانتوم (باليابانية: ブギーポップは笑わない، بالروماجي: Bugīpoppu wa Warawanai Boogiepop Phantom) هو مسلسل أنمي تلفزيوني من إنتاج استوديو مادهاوس بالتعاون مع استوديو ترانغل ستاف، مقتبس من رواية خفيفة من تأليف كوهي كادونو، عرض الأنمي في 5 يناير عام 2000 واستمر عرضه في 22 مارس عام 2000، على تلفزيون طوكيو، وتكون من 12 حلقة. 

## القصة
تدور أحداث القصة حول طالب في المدرسة الثانوية، يختفي بشكل غامض ثم يتم إيجاده مقتولًا، يبدأ الناس بالتحري عن قضيته، ويعتقدون بأن الذي قتله هي امراة من السماء.

## الشخصيات
بوغيبوب (باليابانية: ブギーポップ، بالروماجي: Bugīpoppu)
مؤدية الصوت: كاوري شيميزو
بوغيبوب فانتوم (باليابانية: ブギーポップ・ファントム، بالروماجي: Bugīpoppu Fantomu)
مؤدية الصوت: مايومي أسانو
كازوكو سويما (باليابانية: 末間和子، بالروماجي: Suema Kazuko)
مؤدية الصوت: كيو ناغاساوا
ماناكا كيساراغي (باليابانية: 如月真名花، بالروماجي: Kisaragi Manaka)
مؤدية الصوت: ساناي كوباياشي
مانتيكوا فانتوم (باليابانية: マンティコア・ファントム، بالروماجي: Manteikoa Fantomu)
مؤدي الصوت: جون فوكوياما
بوم بوم (باليابانية: プームプーム، بالروماجي: Pūmu Pūmu)
مؤدي الصوت: راكوتا توتشيهارا
توكا مياشيتا (باليابانية: 宮下藤花، بالروماجي: Miyashita Tōka)
مؤدية الصوت: كاوري شيميزو
ناغي كيريما (باليابانية: 霧間凪، بالروماجي: Kirima Nagi)
مؤدية الصوت: يو أساكاوا

## وصلات خارجية
- Official The Right Stuf International Boogiepop webpage نسخة محفوظة 3 فبراير 2007 على موقع واي باك مشين.
- Official VAP Boogiepop webpage (باليابانية)
- بوغيبوب فانتوم على موقع IMDb (الإنجليزية)
- بوغيبوب فانتوم على موقع كينوبويسك (الروسية)
- بوغيبوب فانتوم على موقع قاعدة بيانات الفيلم (الإنجليزية)
- بوغيبوب فانتوم على موقع ANN anime (الإنجليزية)